# Stefan Riederer
Stefan Riederer (* 26. Dezember 1985 in Cham) ist ein ehemaliger deutscher Fußballspieler auf der Position Torhüter.

## Karriere
Riederer spielte in seiner Jugend für den FC Chamerau und den 1. FC Bad Kötzting. In der Spielzeit 2005/06 war er Stammtorhüter der Kötztinger in der damals viertklassigen  Bayernliga.
Zur Saison 2006/07 wechselte er zum damaligen Zweitligisten SpVgg Unterhaching und war dort zwei Spielzeiten lang Ersatztorhüter hinter Philipp Heerwagen und Darius Kampa. Zu Pflichtspieleinsätzen kam Riederer während dieser Zeit nur in der zweiten Mannschaft der SpVgg.
In der Saison 2008/09 war der gebürtige Oberpfälzer für die zweite Mannschaft des 1. FC Kaiserslautern in der  Regionalliga West aktiv. Im Sommer 2009 kehrte Riederer wieder nach Unterhaching zurück und feierte am 37. Spieltag der Saison 2009/10 bei der 1:3-Auswärtsniederlage gegen den VfB Stuttgart II sein Debüt als Profi. Auch in der Folgesaison kam er nicht an Stammtorhüter Darius Kampa vorbei, nach dessen Weggang im Sommer 2011 wurde Riederer unter Trainer Heiko Herrlich zur Nr. 1 im Hachinger Tor.
Im Sommer 2013 wechselte Stefan Riederer zum Liga-Konkurrenten Chemnitzer FC. Dort konnte er sich jedoch nicht gegen Philipp Pentke durchsetzen, woraufhin er den Verein nach einem Jahr wieder verließ. Im August 2014 schloss er sich dem 1. FC Bad Kötzting an.
Im Sommer 2017 beendete er seine aktive Karriere und wechselte als Torwarttrainer zum ASV Cham. Doch im Herbst 2018 wurde er durch die Verletzung von Stammtorhüter Tobias Vogl wieder reaktiviert. Im Sommer 2021 beendete er seine Karriere erneut und wurde wieder Torwarttrainer. Doch bereits im September 2021 wurde er zum Interimstrainer des ASV Cham, nachdem der Verein das Trainerduo Christian Ranzinger und Josef Holler entlassen hatte. Im Dezember 2021 verpflichtete der Verein Faruk Maloku als neuen Cheftrainer und Riederer wechselte wieder auf die Position des Torwarttrainers.